# Organización Norteamericana de Boxeo
La Organización Norteamericana de Boxeo (NABO) es una de los tantos reguladores de boxeo que operan en América del Norte. La NABO es uno de los organismos regionales que forman parte de la Organización Mundial de Boxeo.